# Valerio Castello

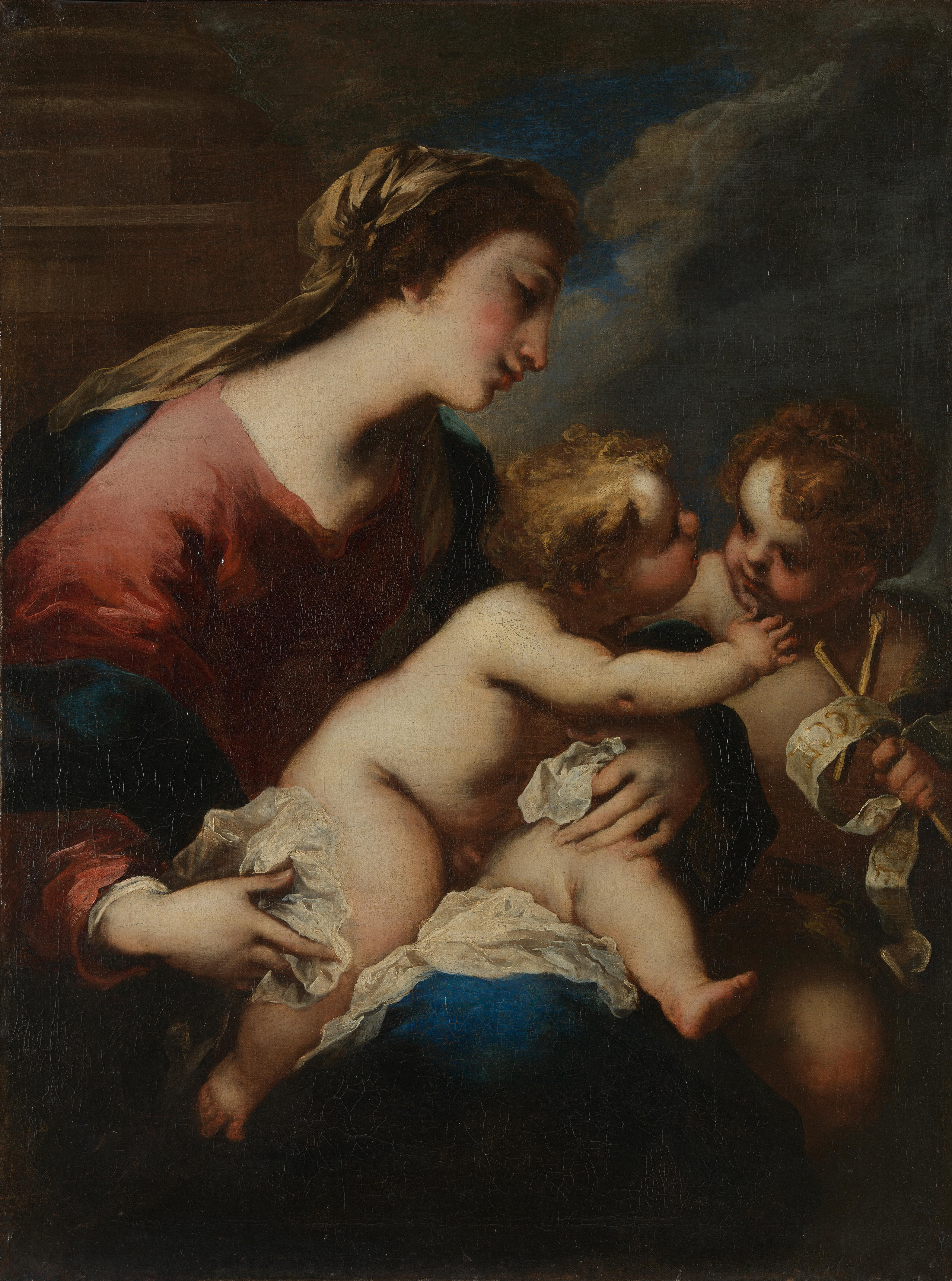
La Virgen y el Niño con san Juan Bautista, óleo sobre lienzo, 99 x 73,9 cm, Londres, National Gallery.

Valerio Castello (Génova, 1624–17 de febrero de 1659) fue un pintor italiano del siglo XVII, un miembro destacado del barroco genovés.

## Biografía
Fue el hijo más joven de Bernardo Castello, que murió cuando Valerio tenía apenas seis años. Quedó bajo la tutela de su hermano mayor Torquato, que intentó encaminarlo hacia el estudio de las letras.
Sin embargo, mostró ya con joven edad inclinación hacia la pintura. Tuvo un periodo de aprendizaje con Domenico Fiasella. Viajó y pudo conocer el trabajo de Camillo Procaccini en Milán y las obras de grandes pintores, sobre todo Correggio y Parmigianino.
Pronto tuvo diversos encargos, tanto cuadros como frescos. En sus pocos años de vida logró tener una enorme influencia en la pintura genovesa, contribuyendo a la formación de pintores como Domenico Piola, con el cual pintó al fresco la iglesia de Santa Maria in Passione de Génova. Tuvo también como discípulos a Bartolomeo Biscaino, Giovanni Paolo Cervetto y Stefano Magnasco.

## Obras
- La Fama, fresco, Palacio Real de Génova, 1651.
- Carro del Tempo, fresco, Palazzo Balbi Senarega de Génova.
- La strage degli innocenti, Museo del Hermitage, San Petersburgo.
- Il ratto delle Sabine, Galería Uffizi, Florencia.
- Vergine e Bambino con san Giovanni Battista, National Gallery de Londres.
- Il Battesimo di San Giacomo, Oratorio de San Giacomo alla Marina, Génova.
- Vocazione di San Giacomo, Oratorio de San Giacomo alla Marina, Génova.
- Sacra Famiglia con santa Elisabetta, The Burghley House Collection, Stamford.
- Ester e Assuero, colección privada.
- Ritrovamento di Mosè, Nueva York.
- Madonna con Gesù Bambino e sant'Antonio da Padova, Iglesia de San Antonio de Padua, Novi Ligure.
- Decollazione di san Giovanni Battista, Civica Pinacoteca del Castello Sforzesco, Milán.
- Santi Marco Evangelista, Giovanni Battista, Cecilia, Martino e Lorenzo, pala de altar, Iglesia de San Giovanni Battista, Recco.